# 総地頭
総地頭（そうじとう）は、琉球王国において、一間切を采地（領地）として総領する地頭職のこと。狭義には親方部に属する地頭職を言い、広義には按司地頭をも含む。惣地頭とも表記する。

## 概要
狭義には、親方の地位にある者が一間切を采地として賜った場合、総地頭と呼ばれる。間切内の一村を采地として賜った場合には、脇地頭と呼ばれる。これに対して、王子・按司の地位にある者が一間切を采地として賜った場合、一括して按司地頭と呼ばれる。
広義には、親方部に属する総地頭と按司地頭の両方を含む。一間切には通常、按司地頭と（親方の）総地頭の2人がいるわけで、この場合一括して「両総地頭」と呼ばれる。「羽地仕置」（1666年 - 1673年）に「総地頭両人」という語が出てくる。
通常按司地頭は間切名を家名とするのに対して、親方部に属する（狭義の）総地頭は間切内の首邑（村）を家名とした。本部按司（本部間切）、伊野波親方（本部間切伊野波村）の如くである。
しかし、按司地頭、（狭義の）総地頭とも間切名を家名とする場合もあった。この場合、按司地頭が王子位にある場合は、親方部の総地頭は遠慮して家名を変更した。宜野湾親方→宜湾親方、豊見城親方→豊見嶺親方、伊江親方→川平親方等である。また王家直領や王世子（中城王子）が領する間切（中城間切）の場合も、間切名を家名にするのを避けた。